# Ustaška mladež

Oberoende staten Kroatiens statsvapen

Ustaška mladež (UM) (svenska: Ustašaungdom) var en fascistisk barn- och ungdomsorganisation i den Oberoende staten Kroatien. Organisationen var verksam från 1941 till 1945 och upplöstes först efter Ustašaregimens fall och avnazifieringen av Kroatien efter andra världskriget. 

## Organisation
Ustaška mladež var uppbyggd enligt samma modell som ungdomsorganisationerna i de övriga axelmakterna och syftet var att fostra ungdomarna enligt ustašarörelsens ideal samt förbereda dem för kamp. 
Pojkar, flickor, yngre män och kvinnor i åldrarna 7 till 21 år kunde vara medlemmar i organisationen. Barnen och ungdomarna delades in i olika åldersgrupper: 
- Ustaška uzdanica: Barn i åldrarna 7 till 11 år, uppdelade i pojk- och flickavdelningar.
- Ustaški junak: Barn i åldrarna 11 till 15 år, uppdelade i pojk- och flickavdelningar.

- Ustaška Starčevićeva mladež: Ungdomar i åldrarna 17 till 21 år.

- Ustaški jurišnik: De mest framträdande ungdomarna i Ustaška Starčevićeva mladež bildade speciella elitenheter som kallades Ustaški jurišnik. De tränades med vapen och kunde även delta direkt i strider. Flickorna i elitenheten organiserades i Ustaška djevojka[1].

## Undervisning
Medlemmarna i Ustaška mladež skolades i ämnen som religiös katolsk undervisning, fysisk träning, historieundervisning, konst och hemkunskap. Det sistnämnda ämnet gällde dock bara för de kvinnliga medlemmarna. Ungdomarna tränades militäriskt i organisationens träningsläger då dess medlemmar, likt Hitlerjugendmedlemmarna i Tyskland under samma tid, skulle vara förberedda för att visa upp militärisk disciplin och krigisk livsstil vid parader och marscher. Vapenträning inför kriget blev senare obligatoriskt för barn som var över 12 år.
Efter 1941 började organisationen att ge ut en egen officiell tidning kallad "Ustaška mladež" som innehöll propagandatexter och rapporter om organisationens aktiviteter.